# 阿尔贝·迪朗
阿尔贝·迪朗（法語：Albert Durant，1892年7月1日—？），比利时男子水球运动员。他曾代表比利时参加1912年、1920年和1924年夏季奥林匹克运动会水球比赛，获得二枚银牌和一枚铜牌。